# Тертон (Південна Дакота)
Тертон (англ. Turton) — місто (англ. town) в США, в окрузі Спінк штату Південна Дакота. Населення — 55 осіб (2020).

## Географія
Тертон розташований за координатами 45°2′56″ пн. ш. 98°5′51″ зх. д. / 45.04889° пн. ш. 98.09750° зх. д. (45.048962, -98.097401).  За даними Бюро перепису населення США в 2010 році місто мало площу 0,95 км², уся площа — суходіл.

## Демографія
Згідно з переписом 2010 року, у місті мешкало 48 осіб у 26 домогосподарствах у складі 13 родин. Густота населення становила 51 особа/км².  Було 45 помешкань (47/км²).
Расовий склад населення:
| - 100,0 % — білих |

До двох чи більше рас належало 0,0 %. Частка іспаномовних становила 0,0 % від усіх жителів.
За віковим діапазоном населення розподілялося таким чином: 10,4 % — особи молодші 18 років, 62,5 % — особи у віці 18—64 років, 27,1 % — особи у віці 65 років та старші. Медіана віку мешканця становила 53,5 року. На 100 осіб жіночої статі у місті припадало 128,6 чоловіків;  на 100 жінок у віці від 18 років та старших — 115,0 чоловіків також старших 18 років.
Середній дохід на одне домашнє господарство  становив 43 933 долари США (медіана — 58 250), а середній дохід на одну сім'ю — 70 771 долар (медіана — 59 250). За межею бідності перебувало 11,6 % осіб, у тому числі 0,0 % дітей у віці до 18 років та 12,5 % осіб у віці 65 років та старших.
Цивільне працевлаштоване населення становило 20 осіб. Основні галузі зайнятості: сільське господарство, лісництво, риболовля — 80,0 %, науковці, спеціалісти, менеджери — 10,0 %, роздрібна торгівля — 5,0 %, фінанси, страхування та нерухомість — 5,0 %.